# Stig Blomqvist
Stig Lennart Blomqvist (Suécia, 29 de Julho de 1946) é um ex-piloto sueco de ralis.

## Carreira

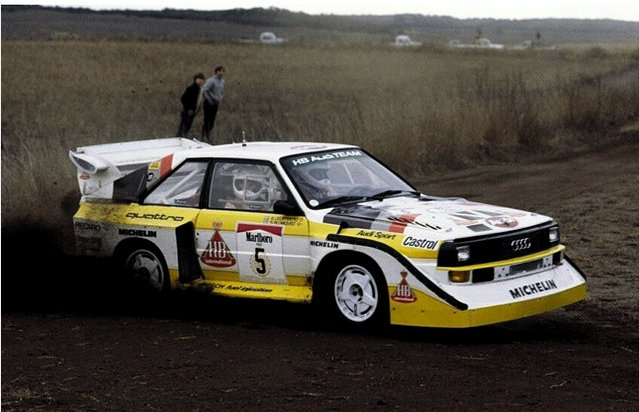
Audi Quattro de Blomqvist em 1985.

Venceu o Rali da Suécia por diversas vezes, e ganhou o mundial de ralis em 1984.
Blomqvist tirou a sua carta de condução aos 18 anos, e de imediato alcançou o 2º lugar em 1964 num rali realizado perto da cidade de Karlstad, ao volante de um Saab 96. Aceitou fazer parte da equipa Saab Team, e conseguiu a sua primeira vitória internacional em 1971 no Rali da Grã-Bretanha.
Ganhou o Rali da Suécia em 1971 ao volante de um Saab 96 V4, em 1972 com um Saab 96V V4, em 1973 com um Saab 96 V4, em 1977 a bordo de um Saab 99 EMS e em 1979 com um Saab 99 Turbo. Em 1976 ganhou o Rali Boucles de Spa ao volante de um Saab 99 EMS. A sua longa associação com a Saab terminou quando o departamento da Saab rescindiu o contrato em 1982, mas os tempos passados na equipa foram optimos.
Em 1971 sozinho, começou 16 ralis e consegui 11 vitórias. Continuou com desempenhos notáveis com a Lancia e a Talbot Sunbeam Lótus, e em meados de 1980 tornou-se no primeiro a conduzir um carro de rali com tracção às 4 rodas (4WD), o Audi Quattro. Competindo com nomes como Walter Röhrl, Markku Alén e Hannu Mikkola, conseguiu cinco vitórias em 1984, conseguindo nesse ano o título tão desejado.
A sua carreira teve o seu expoente máximo em meados de 1980, em que esteve nas equipas da Nissan, Ford e Peugeot. No inicio da década de 90 usou a sua experiência na concepção do novo carro da equipa Škoda Motorsport que produziu o Felicia Kit Car. Com a sua participação por convite em 1996 no Rali da Grã-Bretanha, o veterano de 50 anos terminou em 3º lugar na geral com o seu Škoda Felicia Kit Car 1.6.
Em 2001, Stig Blomqvist, juntamente com o seu co-piloto Ana Goni, competiram no WRC no Grupo N com um Mitsubishi Lancer Evo VI, acabando na 5ª posição do agrupamento nessa temporada.

## Vitórias no WRC
1. RAC Rally, 1971, Arne Hertz,SAAB 96 V4
2. Swedish Rally, 1971, Arne Hertz, SAAB 96 V4
3. 1000 Lakes Rally, 1971, Arne Hertz, SAAB 96 V4
4. Swedish Rally, 1972, Arne Hertz, SAAB V4
5. Swedish Rally, 1973, Arne Hertz, SAAB 96 V4
6. Cyprus Rally, 1973, Arne Hertz, SAAB 96 V4
7. Swedish Rally, 1977, Hans Sylván, SAAB 99 EMS
8. Swedish Rally, 1979, Björn Cederberg, SAAB 99 turbo
9. Swedish Rally, 1982, Björn Cederberg, Audi Quattro
10. San Remo Rally, 1982, Björn Cederberg, Audi Quattro
11. RAC Rally, 1983, Björn Cederberg, Audi Quattro
12. Swedish Rally, 1984, Björn Cederberg, Audi Quattro
13. Rally Acropolis, 1984, Björn Cederberg, Audi Quattro
14. New Zeeland Rally, 1984, Björn Cederberg, Audi Quattro
15. Rally Argentina, 1984, Björn Cederberg, Audi Quattro
16. Rally Ivory Coast, 1984, Björn Cederberg, Audi Quattro
17. Swedish Rally, 1992, Benny Melander, Nissan Sunny GTI-R 4WD

- - NOTA: Rally, Ano, Co-piloto, Carro